# Madai (Bibel)
Madai (hebräisch מָדַי, altgriechisch Μαδαι) war nach Gen 10,2  ein Sohn Jafets, seine Brüder waren Gomer, Magog, Jawan, Tubal, Mesech und Tiras.
Er war der Stammvater des Volkes der Madai, die „in Mitternacht“, also nördlich von Israel ansässig waren. Madai wird gewöhnlich mit dem Volk der Meder (assyrisch Madā) gleichgesetzt.